# Kemal Kılıçdaroğlu
Kemal Kılıçdaroğlu (pronuncia turca: [ceˈmal kɯˌɫɯt͡ʃˈdaɾoːɫu], pronuncia italiana: /keˈmal kilit͡ʃˈdarolu/; Nazimiye, 17 dicembre 1948) è un politico, funzionario ed economista turco, già leader del Partito Popolare Repubblicano e dell'opposizione.

## Biografia
Kemal Kılıçdaroğlu nacque a Nazimiye, nella provincia di Tunceli (nella regione dell'Anatolia Orientale), il 17 dicembre del 1948 in una famiglia islamica alevita d'etnia zaza. Kılıçdaroğlu, però, ha spesso asserito d'essere di origine turcomanna.
Laureatosi nel 1971 all’Accademia di Scienze Economiche e Commerciali di Ankara, entrò nel Ministero delle Finanze, dove - alla Direzione Generale dei Redditi - col tempo divenne vice direttore generale.
Nel 1991 fu direttore generale dell’Organizzazione per la sicurezza sociale degli artigiani e dei lavoratori autonomi. Dopo un periodo all’Organizzazione per la Sicurezza Sociale (SSK), diventò vice-segretario del Ministero del Lavoro e della Sicurezza Sociale e poi presiedette la Commissione sull’economia informale nell’ambito dei lavori di preparazione dell’ottavo piano di sviluppo quinquennale.
Nel 2002 venne eletto deputato del Partito Popolare Repubblicano nel seggio di Istanbul. Il suo contributo alle attività ispettive del Parlamento evidenzia le connessioni tra esponenti del partito di governo ed un’associazione caritatevole con sede in Germania (Deniz Feneri, ivi accusata di finanziamenti illeciti).
È leader del Partito Popolare Repubblicano dal 22 maggio 2010; soprannominato il Gandhi turco per i suoi costumi ascetici, portò il suo partito dal 21% al 25% nei suffragi elettorali in un quinquennio.
Nel 2012 venne eletto vicepresidente dell’Internazionale Socialista.

### La marcia da Ankara a Istanbul
Nel giugno 2017 la giustizia turca condanna a 25 anni di carcere il giornalista e parlamentare del Partito Popolare Repubblicano Enis Berberoğlu, accusato di spionaggio e di avere fornito al quotidiano Cumhuriyet informazioni per uno scoop che ha messo in cattiva luce il governo. La sentenza è la prima a colpire un membro del CHP da che l'immunità parlamentare è stata tolta ai deputati della Grande Assemblea Nazionale Turca, consentendo azioni giudiziarie soprattutto contro il Partito Democratico dei Popoli, rappresentante delle sinistre e del movimento curdo.
In risposta alla condanna, Kılıçdaroğlu indice e guida una marcia pacifica da Ankara ad Istanbul, chiedendo "un sistema giudiziario in cui la legge non venga utilizzata come strumento di oppressione" e sottolineando la necessità di "unire questo Paese così lacerato attorno al diritto alla giustizia e a valori democratici". La marcia si conclude ad Istanbul con grande concorso popolare il 9 luglio 2017.
Dopo avere chiesto insieme ai suoi alleati politici di andare a elezioni anticipate, in un periodo di grande difficoltà economica per la Turchia, nel dicembre 2021 Kılıçdaroğlu inaugura la campagna elettorale.

### Elezioni presidenziali del 2023
Kılıçdaroğlu ha annunciato sul suo account e sui social media il 13 novembre 2021 che il CHP ha commesso degli errori in passato e ha deciso di intraprendere un viaggio di riconciliazione con il suo "Invito alla riconciliazione".
Su convocazione di Kılıçdaroğlu, il 12 febbraio 2022, 6 leader dei partiti di opposizione (il presidente del Buon Partito Meral Akşener, il presidente del Partito del Futuro Ahmet Davutoğlu, il presidente del partito DEVA Ali Babacan, il presidente del Partito della Felicità Temel Karamollaoğlu) costituenti l'Alleanza della Nazione, si sono incontrati ad Ahlatlıbel, Ankara, per discutere una posizione comune su un sistema parlamentare rafforzato. Alla fine è stata ufficialmente annunciata un'alleanza elettorale chiamata la "Tavola dei sei".
Quando la questione di un candidato congiunto è stata sollevata, il 5 settembre 2022 Kılıçdaroğlu ha parlato della "Tavola dei Sei" nel programma mattutino di FOX TV "Çalar Saat" dicendo: "Se c'è un consenso su di me, io sono pronto a candidarmi alle elezioni presidenziali". Questa è stata la prima volta che Kılıçdaroğlu ha espresso apertamente la sua volontà di candidarsi alle elezioni presidenziali. Ekrem İmamoğlu, sindaco di Istanbul, e Mansur Yavaş, sindaco di Ankara, hanno annunciato il loro appoggio alla candidatura di Kılıçdaroğlu.
Il 6 marzo 2023 Kılıçdaroğlu ha annunciato la sua candidatura per le elezioni generali turche del 2023. Nei due turni elettorali del 14 e del 28 maggio ha ottenuto rispettivamente il 44,88% e il 47,84% dei voti, venendo battuto dal presidente uscente Recep Tayyip Erdoğan.

### Congresso del CHP e sconfitta nel Partito
Il 5 novembre del 2023 Kılıçdaroğlu dopo due turni di votazioni è stato battuto da Özgür Özel durante il Congresso del CHP perdendo la carica di capo del Partito.